# Герхард Рихтер
Герхард Рихтер (њем. Gerhard Richter; Дресден, 2. фебруар 1932) је њемачки сликар и визуелни умјетник. Познат је по томе што се у њеков дјелу срећу фигуративне фотореалистичне али и апстрактне слике. Рихтер је такође своју колекцију фотографија које су служиле и служе као референца за слике, претворио у посебан корпус који је назвао „Атлас“. Његова дјела су високо цијењена тако тако да су се нека од њих 2013. године продала по цијени коју не достиже дјело ниједног другог живог умјетника.

## Биографија
Рихтер студира на Академији лијепих умјетности у Дресдену од 1953-1957, након што је радио као сликар реклама и сценографија. Године 1961. сели се у Диселдорф, гдје је заједно са Конрадом Фишером и Зигмаром Полкеом организовао изложбу „Демонстрација једног капиталистичког реализма“ у којој излаже заједно са својим колегама. Његово дјело чине платна која теже објективности фотографије, међутим умјетник их неријекто замагљује, брише шпартлом или другим алатима тако да остаје само покушај или привид стварне слике. Као разлог за замагљивање слика Рихтер наводи да не жели да његове слике изгледају сувише реалистично, са сувише детаља и са неким одређеним стилом, већ више безлично и уједначено као да их је створила машина. У опусу слика на бази фотографије Рихтер је третирао многобројне теме, пејзаже, фигуре, портрете, мртве природе, итд. С друге стране стоји његов апстрактни опус, гдје доминира гестуалност, и гдје је сваки потез контролисан.